# 寒い国から帰ってきたスパイ
『寒い国から帰ってきたスパイ』（さむいくにからかえってきたスパイ、The Spy Who Came in from the Cold）は、1963年に出版されたジョン・ル・カレによるスパイ小説。冷戦を舞台として東側諸国と水面下で争う西側諸国の諜報活動が民主主義と矛盾する現実を描いた。
小説は世界的なベストセラーとなり高い評価を受けた。1964年9月25日、早川書房より宇野利泰の翻訳で刊行された。
1965年にはマーティン・リット監督により『寒い国から帰ったスパイ』として映画化されている。

## あらすじ
イギリス秘密情報部（ケンブリッジ・サーカス）のベルリン代表部員アレック・リーマスは、東ベルリンとの間にある検問所で協力者のカルル・リーメックが現れるのを待っていた。東ドイツ政府高官であるリーメックは、これまでサーカスのために働いてきたが、協力者が大量に逮捕される事態となったので、ついに亡命することになっていたのだ。しかし検問所を無事に通過したと思われた瞬間、東側の人民警察が発砲しリーメックは射殺される。リーマスは、元ナチスで冷酷な東ドイツ諜報部副長官のムントのしわざだと確信する。
ベルリンでの諜報網が壊滅したために、リーマスはイギリスに呼び戻され、秘密情報部の長官である管理官により経理部へ左遷される。しかし地味な仕事が苦手のリーマスはやがて酒に溺れ、横領の容疑をかけられ、ついに解雇されてしまう。その後も様々な仕事をするがどれもうまくいかず、ようようある図書館の整理係に雇われる。リーマスはここでイギリス共産党員の司書リズ・ゴールドと恋人となるが、ある日、ツケを断られたことからある食料品店の店員を殴ってしまい、監獄へと入れられてしまう。
出所したリーマスはベルリン時代の知人と名乗る男と出会い、ある仕事の口を提供される。この男は東ドイツ諜報機関のスパイで、リーマスに情報の提供を依頼してきたのだ。しかし実は、リーマスがおちぶれたのは管理官が元諜報部員のジョージ・スマイリーらと共に立案した作戦だった。リーマスが不当な扱いを受け解雇されたと装って東側の二重スパイとなり、虚偽の情報を流してムントを失脚させる計画だったのだ。リーマスはベルリンの諜報網をつぶされた恨みからもムントを憎んでいたので、この危険な任務を承諾していた。
リーマスは東ドイツのスパイ、ピーターズによってオランダへつれていかれ、大金と引き換えにイギリス情報部の情報を提供する。尋問の最中にリーマスは、東ドイツ諜報部内にイギリスの二重スパイが潜んでいることをそれとなく暗示する。その頃イギリスではスマイリーがリズを訪問し、リーマスへの援助を申し出ていた。
サーカスにより機密保護法違反で指名手配されたリーマスは東ドイツへと渡る。東ドイツ諜報部の防諜局長であるフィードラーが自らリーマスを尋問する。フィードラーは、東側の情報活動は平和と社会的進歩のための闘争としての共産主義運動の前衛であり、その目的のためには個人の犠牲は正当化されると主張し、それに対してキリスト教と民主主義思想に基づく西側諸国はどう折り合いをつけているのかなどとリーマスに尋ねる。理想主義的な共産党員であるフィードラーは、それまでムントの元で働くことに満足していたが、ムントが二重スパイではないかと疑うようになってからは、フィードラー自身ユダヤ人であることもあって、元ナチスのムントとは対立するようになっていた。管理官の作戦では、このフィードラーを用いてムントを失脚させる予定となっていた。
フィードラーの疑いを知ったムントは、フィードラーとリーマスを逮捕し、粛清を企てる。しかしフィードラーは既に東ドイツ政府最高会議にムントを告発しており、最高会議はフィードラーを釈放して逆にムントを拘束する。ムントはリーマスの証言に基づき二重スパイの容疑で査問会にかけられる。
査問会においてリーマスは、イギリス情報部からムントへの報酬を振り込んだ北欧の複数の銀行の口座情報を明らかにする。口座への入金時期とムントがコペンハーゲンとヘルシンキを訪問した期間が一致したことで、ムントは追い詰められたかのように見えた。
ここでムントの弁護人は、交換党員プログラムにより東ドイツに招き入れていたリズを証人として召喚する。状況を理解しきれていないリズだが、リーマス助けたさの一心から、自分とリーマスが殴った店員に対して何者かから金が渡されたこと、その殴打事件があった前の晩にリーマスから別れを告げられていたことなどを喋ってしまう。そしてサーカス管理官によるムント失脚の陰謀が暴露されると、リーマスはリズ助けたさのためにこれを認め、リズやフィードラーは陰謀に関与していないことを訴える。しかしムントの放免とフィードラーの拘束が決まった瞬間、リーマスは真相を悟ったのだった。
査問会が終わってリズは監獄に拘束されるが、すぐにムント自身の案内により釈放される。外には、リーマスが車で待っていた。ベルリンへと向かう車の中で、リーマスはリズに対して真相を伝える。ムントはやはりイギリスの二重スパイだったのであり、今回のサーカスの作戦の目的はそのことでムントを疑っていたフィードラーを排除し、ムントを助けることにあったのだった。管理官たちはリーマスに真の目的を伝えておらず、またリズのいる図書館でリーマスが働くようになったのも周到に用意された計画の一部であった。
リズは自分と同じユダヤ人であることもあって、敵側であっても紳士的であったフィードラーを死刑台に送り、冷酷なムントを助ける作戦の正義のなさを糾弾する。リーマスはこれが世界の現実の姿なのだと答えるが、やりきれない思いを抱いているのは同じであった。
二人はベルリンに到着し、ムントの部下の手引にしたがってベルリンの壁を越えて西ベルリンへと逃亡しようとする。しかし、リーマスが昇った壁の上からリズを引っ張り上げようとしたその瞬間、探照灯が一斉に灯り、警備員によってリズは射殺される。西側からは「女は無事か」と叫ぶスマイリーの声がするものの、リーマスもまた東側へと戻り、射殺される。

## 物語の背景
物語は冷戦が最も緊張化し、ワルシャワ条約機構とNATOとの間に戦争が発生する危険性が現実的なものと受け止められていた1950年代から1960年代にかけての時代を舞台としている。冷戦の最前線であったベルリンでは1961年にベルリンの壁が築かれていた。
西側と東側の情報機関の争いも水面下で激しさを増していた。CIAとSISはベルリンにおいて1950年代に金工作を開始していた。
情報機関に潜む二重スパイは実際に多く存在した。ケンブリッジ・ファイヴとして知られるSIS職員のガイ・バージェスとドナルド・マクリーンは1951年に露見しソ連へ亡命した。SIS職員でKGBの二重スパイであったジョージ・ブレイクは1961年に逮捕された。キム・フィルビーは50年代にSISを解雇され、1963年にソ連へと逃亡した。元SD (ナチス)将校でドイツ連邦情報局の対ソ連防諜局局長であったハインツ・フェルフェは、1961年にKGBの二重スパイ容疑で逮捕され、のちに西側スパイとの交換で東側へと渡った。

## テーマ
ル・カレと同じくSISに所属した経験を有するイアン・フレミングが執筆したジェームズ・ボンドシリーズが娯楽作品として評価されたのに対し、ル・カレは「寒い国から帰ってきたスパイ」を徹底したリアリズムにより中年の冴えない人物の主人公が苛烈な現実に翻弄される様子を描いた。ル・カレは執筆当時、西ドイツのボン駐在のイギリス外交官に偽装して情報活動に従事していた。
作品の根底には、西側諸国による時に違法な作戦が含まれていたその情報活動が、自身の政府が奉じる民主主義によって正当性を与えられるとしていたことへの反発がある。戦時中をカナダで過ごした理想主義的な共産主義者のフィードラーと、元ナチスで戦後も反ユダヤ思想を捨てず殺人を躊躇しないムントは著しい対照を成している。イギリスの情報機関はムントを二重スパイとして利用し、フィードラーを粛清させる。ムントは物語の終盤でリーマスを逃亡させるが、自身の安全を確保するため、情報を漏らす危険のあるゴールドの射殺を許可したことが示唆されている。ゴールドを利用したイギリス情報部は、ムントによるゴールドの殺害を懸念するものの、実際に手をうとうとはしない。ル・カレはこの作品において「個人は思想よりも大切」であることを西側諸国へと示したかったと述べ、「大衆の利益のために個人を犠牲にして顧みない思想ほど危険なものはない」とも語っている。

## 評価
英国推理作家協会から1963年度のゴールド・ダガー賞に選出された。1965年にはアメリカ探偵作家クラブからエドガー賞 長編賞が授与された。両賞を共に受賞した作品はこれがはじめてである。2005年にはダガー賞受賞作品の中でも最良の作品であるとして「Dagger of Daggers」賞を送られている。
作品は「タイム」が、同誌が創刊された1923年から現在までに出版された英語で書かれた小説の「史上最高の小説100冊」（All-Time 100 Novels）に選んでいる。2006年にはアメリカの図書業界向けの権威ある雑誌である「Publishers Weekly」により、歴代最高のスパイ小説に選ばれている。

## 登場人物
- アレック・リーマス（Alec Leamas）：ベルリンにおけるイギリス秘密情報部（ケンブリッジ・サーカス）の責任者
- ハンス＝ディーター・ムント（Hans-Dieter Mundt）：東ドイツの諜報部（アプタイルンク）副長官。現場作戦の指導者。元ナチスで反ユダヤ主義者
- フィードラー（Fiedler）：ムントの部下。対敵諜報局長。ユダヤ人
- リズ・ゴールド（Liz Gold）：イギリスの図書館員。イギリス共産党員
- 管理官（Control）：イギリス秘密情報部の長官
- ジョージ・スマイリー（George Smiley）：イギリス秘密情報部の元職員
- ピーター・ギラム（Peter Guillam）：イギリス秘密情報部の職員
- カルル・リーメック（Karl Riemeck）：東ドイツ政府の高官。ドイツ社会主義統一党最高会議メンバー。イギリスのスパイ